# Alonsoa serrata
Alonsoa serrata är en flenörtsväxtart som beskrevs av Francis Whittier Pennell. Alonsoa serrata ingår i släktet eldblommor, och familjen flenörtsväxter. Inga underarter finns listade i Catalogue of Life.